# Bottai (cognome)
Bottai è un cognome di lingua italiana.

## Varianti
Botero, Bott, Bottarel, Bottarelli, Bottari, Bottaro, Botte, Botter, Botteri, Bottero, Bottesini, Botti, Botticella, Botticelli, Botticini, Bottigella, Bottigelli, Bottiglia, Bottiglione, Bottin, Bottini, Bottino, Butta, Butter, Butteri, Buttero, Butti, Buttieri, Buttiglia, Buttiglione, Buttitta, Votta, Vottari, Vottieri.

## Origine e diffusione
Cognome tipicamente centrale, è presente prevalentemente in Toscana, Umbria e Marche.
Potrebbe derivare dal latino butta, "vaso da vino", e legarsi quindi al mestiere di bottaio.
Le varianti Botte e Botti sono panitaliani; Botticelli e Botticini sono toscani, umbri e marchigiani; Bottari, Bottaro e Bottini sono lombardi, liguri e piemontesi; Bott, Bottin e Bottarel sono lombardi e veneti; Bottigelli è lombardo; Bottiglia e Bottiglione sono centrali; Buttiglia e Buttiglione, Butta e Votta sono meridionali; Buttitta è siciliano.

## Persone
- Alfredo Bottai – sindacalista e politico italiano
- Amerigo Bottai – politico italiano
- Bruno Bottai – diplomatico italiano
- Francesco Bottai – cantautore, chitarrista e attore teatrale italiano
- Giuseppe Bottai – politico italiano, ministro dell'Educazione durante il Fascismo